# Lisímaco de Acarnania
Para otros usos, ver Lisímaco (desambiguación)
Lisímaco de Acarnania fue uno de los tutores de Alejandro Magno. A pesar de ser un hombre de escasos logros, ganó el favor de la casa real que le dio el nombre de Fénix, dando el los de Aquiles a Alejandro y el de Peleo a Filipo II, cumplidos que le valieron, según indica Plutarco, el segundo lugar en el rango de los tutores del príncipe.